# Vincenzo Sacco
Vincenzo Sacco, lat. Vincentius Saccus (* 14. Mai 1681 in Bologna; † 5. März 1744 ebenda), war ein italienischer Jurist und Gelehrter.

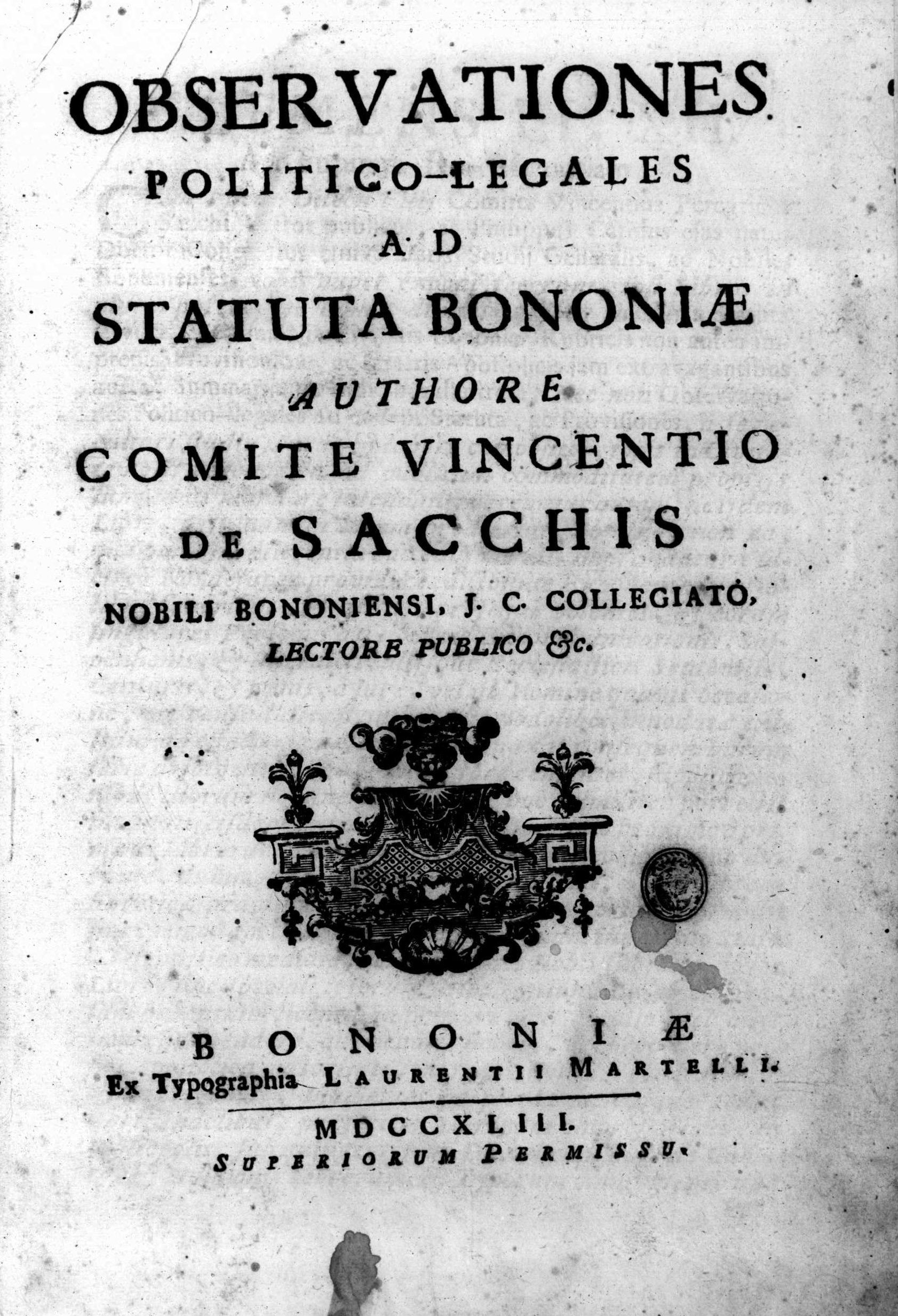
Observationes politico-legales ad statuta Bononiae, 1743

## Leben und Wirken
Er wurde 1681 in Bologna geboren, sein Vater war Giovanni Paolo Sacco, Doktor des Zivil- und Kirchenrechts. Er besuchte die Jesuitenschule in Bologna und studierte schließlich Philosophie bei den Augustiner-Chorherren von Lateran und zeitgleich Rechtswissenschaften an der Accademia degli Impazienti, einer Rechtswissenschaftsakademie, die ursprünglich 1589 in Bologna gegründet worden war und 1693 wiedereröffnet wurde. 1711 erhielt er den Abschluss in utroque iure.
Im darauffolgenden Jahr wurde er Mitglied des Kollegiums für Zivilrecht und trat danach in das Kollegium der Richter und Anwälte ein. 1709 erhielt er den Lehrstuhl für Zivilrecht und  widmete sich den Rest seines Lebens der Lehre des Zivil- und Kirchenrechts und der Statutenlehre. Ab 1713 veröffentlichte er mehrere Werke zu diesen Themen. Im Jahr 1716 wurde ihm das Amt des Promotors der Natio germanica verliehen, einer der Nationes, in der die Studenten und Gelehrten Bolognas organisiert waren.
Ab dem Jahr 1723 hatte er unter anderem mehreren wichtigen Beraterpositionen inne und besetzte zivile Ämter, unter anderem als Präsident des Monte di Pietà.
Sacco wurde 1722 sowohl mit dem Titel eines Reichsritters wie dem eines Pfalzgrafen ausgezeichnet. 1730 war er einer der vier Vikare des Archidiakons der Kathedrale von Bologna. Zudem verlieh ihm Papst Clemens XII. 1739 den Grafentitel.
Er starb 1744 in Bologna.

## Werke
- Introductio ad studium utriusque juris, et Institutionum juris canonici libri quatuor, Bologna, 1713, 1722, 1733, 1741, 1747; Venezia 1760, 1774; Parma 1760.
- In quatuor libros institutionum juris civilis commentaria, quibus municipalia Bononiae jura sunt adjecta, Bologna 1716, 1728, 1735 (con l'aggiunta di Introductio ad studium iuris civilis), 1744; Venezia 1760, 1774; Parma 1764.
- Observationes politico-legales ad statuta Bononiae, Bologna, Lorenzo Martelli, 1743.